# 서부여성회관역
서부여성회관역(Seobu Women's Community Center station(고시상 이것이 맞는 영문명으로 표기된 것), 西部女性會館驛)은 인천광역시 서구 석남동에 위치한 인천 도시철도 2호선의 전철역이다. 역 인근에 건지로, 건지삼거리, 인천건지초등학교, 건지골과 같은 지명이 존재하여 역명 확정 이전에는 건지역(乾地驛)으로도 알려졌다.

## 역사
- 2015년 10월 5일 : 서부여성회관역으로 역명 결정[1]
- 2016년 7월 30일 : 인천 도시철도 2호선 개통과 함께 영업 개시[2]

## 특징
지하 2층 규모의 지하역이나, 심도가 깊어서 이 역 2개의 출입구 계단이 약 130계단으로 석남역과 인천가좌역 못지 않을 정도로 많다.

## 역명의 유래
역명은 인근에 인천광역시 서부여성회관이 있어서 따 온 역명이다. 이 역은 대한민국 도시철도 역 중 최초로 역명에 여성회관 이름이 들어간 역이나, 현재의 영문명인 West Woman's Community Center에서 서부 여성을 뜻하는 West Woman's는 서양 여성을 뜻하며 여성의 복수형도 잘못 표기되어 있기에, Seobu Women's Community Center 등으로 변경되어야 할 소지가 있다.

## 역 구조
2면 2선의 상대식 승강장을 갖추고 있으며, 스크린도어가 설치되어 있다.

### 승강장
| 석남 ↑     |
| \| 상      |
| ↓ 인천가좌 |

| 상행 | ● 인천 도시철도 2호선 | 석남·서구청·아시아드경기장·검암·검단오류 방면 |
| 하행 | ● 인천 도시철도 2호선 | 인천가좌·주안·남동구청·인천대공원·운연 방면   |

- 대합실을 통해 반대편 승강장으로 이동이 가능하다.

## 역 주변
| 나가는 곳 | 방면 |
| --------- | --- |
| 1         | 서부여성회관 인천석남중학교 인천광역시서구도서관 인천건지초등학교 가좌중학교 인천천마초등학교 인천보건고등학교 |
| 2         | 석남2동행정복지센터 예화여자고등학교 거북시장 석남2치안센터 석남119안전센터 인천석남서초등학교                 |

## 인접한 역
-->
| 인천 도시철도 2호선     | 인천 도시철도 2호선   | 인천 도시철도 2호선     |
| ----------------------- | --------------------- | ----------------------- |
| I213 석남 검단오류 방면 | ● 인천 도시철도 2호선 | I215 인천가좌 운연 방면 |

## 사진

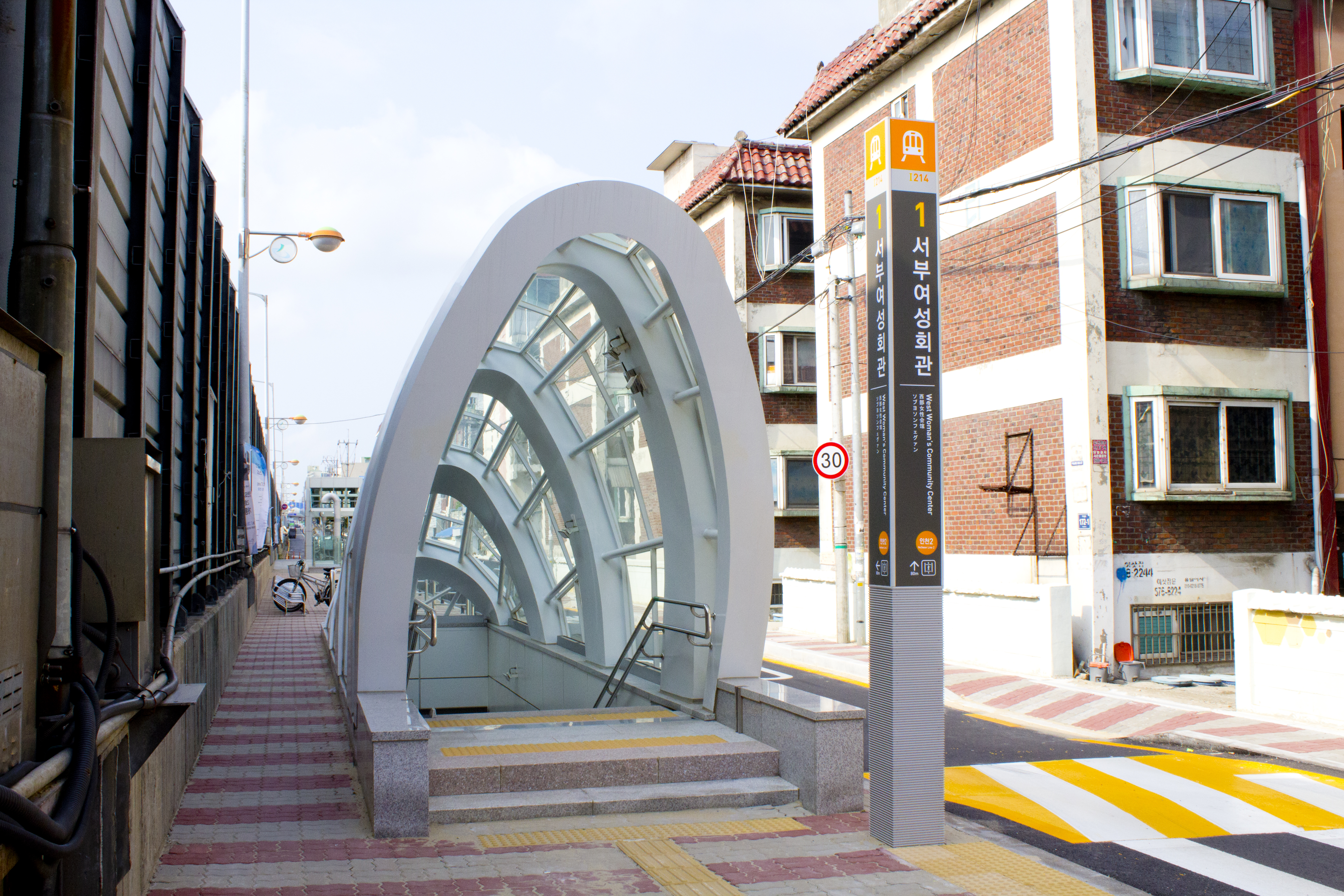
인천2호선 서부여성회관역 1번출구
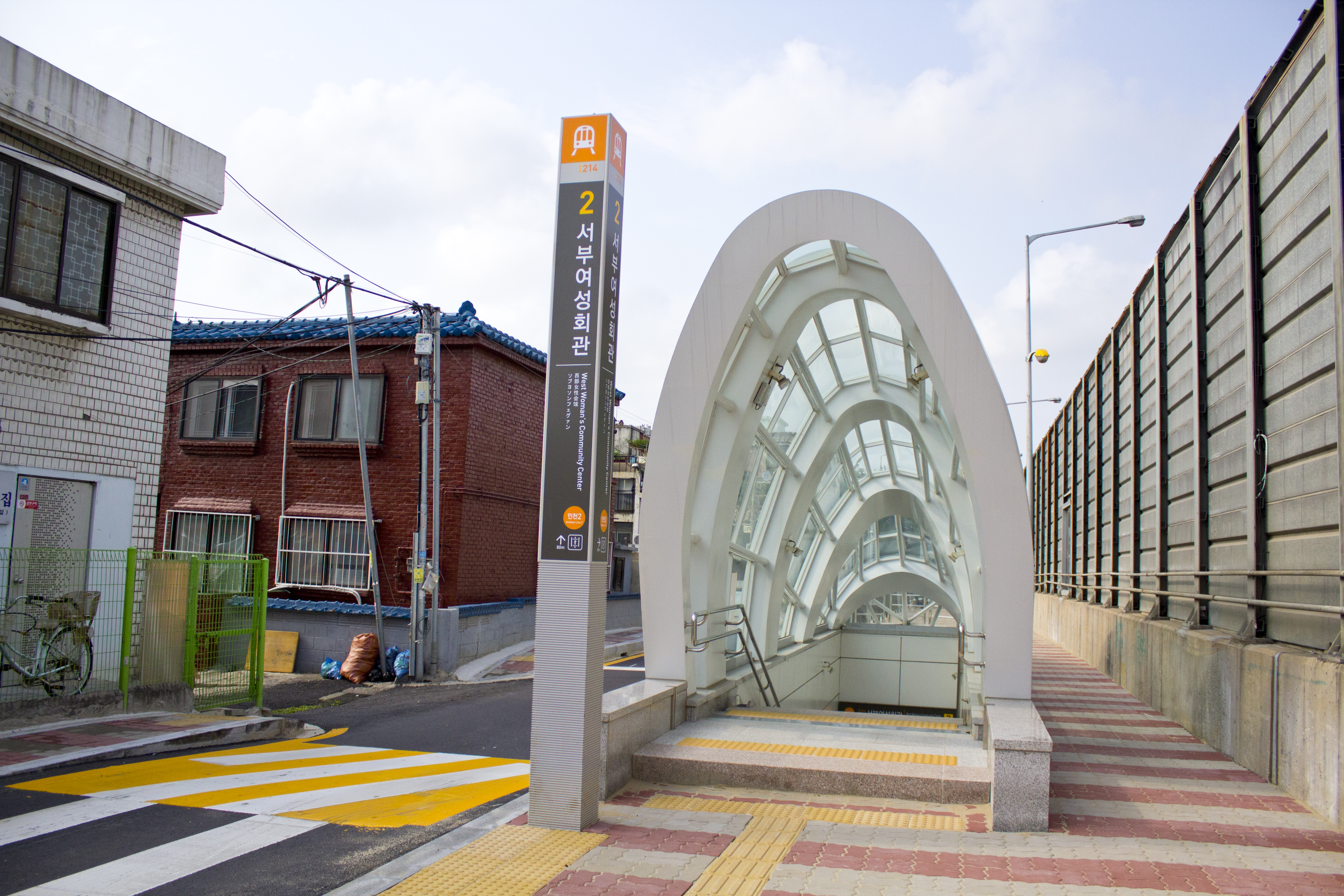
인천2호선 서부여성회관역 2번출구